# Антони, Марселу
Марселу Коуту Антони де Фариас (порт. Marcello Couto Antony de Farias) — бразильский актёр.

## Биография
Родился 28 января 1965 года в Рио-де-Жанейро в семье франко-итальянского происхождения, его отец был бедным государственным служащим, мать — домохозяйкой, воспитывающей троих детей. Марсело Антони — старший сын, он рано стал самостоятельным, играя в театре, подрабатывал официантом, ассистентом фотографа, и продавцом в магазине, и гидом, предпринял множество безуспешных попыток, чтобы добиться приглашения на пробы для съёмок в сериалах. Учился в Мастерской Актёров при телекомпании «Globo». И только лишь в возрасте тридцати лет он получил свою первую роль в сериале «Роковое наследство», одновременно начал сниматься в фильме «Пряничный домик» и в рекламе.

## Семья
До 2010 года был женат на актрисе Монике Торрес, с которой они усыновили двоих детей: сына Франсиско и дочь Стефанию. В начале июня 2011 года Марселу Антони женился на Каролине Холлинжер Виллар, с которой познакомился в спорт-клубе в октябре 2010 года. 27 сентября 2011 года у пары родился сын Лоренцу.

## Творчество

### Телевидение
- 2013 — Любовь к жизни (телесериал, 2013) — Эрон
- 2010 — Страсть (телесериал, 2010) —  Жерсон Гувея
- 2005 — Белиссима (телесериал) —  Андре Сантана
- 2004 — Хозяйка судьбы —  Вириату Феррейра да Силва
- 2003 — Женщины в любви — Сержиу
- 1999 — Земля любви (телесериал) —  Марко Антонио Мальяно
- 1998 — Вавилонская башня (телесериал) —  Гильерми Толедо
- 1996 — Роковое наследство (телесериал, 1996) —  Бруно Бердинацци

### Кинематограф
- 2004 — Sexo, amor e traição
- 2003 — Viva Sapato!
- 2001 — O xangô de Baker Street
- 2001 — Наследство
- 1998 — O dia da caça
- 1998 — A casa de açúcar